# مقاطعة دوغلاس (كولورادو)
مقاطعة دوغلاس (بالإنجليزية: Douglas County)‏ هي إحدى مقاطعات ولاية كولورادو في الولايات المتحدة الأمريكية.